# سرعت اشباع

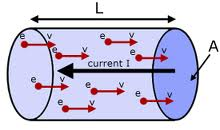
نمایی از ساختار و حالت الکترون که با سرعت رانش، مخالف جهت جریان حرکت می‌کند.

سرعت اشباع حداکثر سرعت حامل بار در یک نیم‌رسانا است، به طور کلی یک الکترون در حضور میدان‌های الکتریکی بسیار بالا بدست می‌آید. وقتی این اتفاق بیفتد، گفته می‌شود نیم‌رسانا در حالت اشباع سرعت قرار دارد. حامل‌های بار معمولاً با سرعت رانش متوسط متناسب با شدت میدان الکتریکی که آن‌ها به طور موقتی تجربه می‌کنند، حرکت می‌کنند. ثابت تناسب به عنوان قابلیت تحرک حامل شناخته می‌شود که یک خاصیت مادی است. یک رسانای خوب برای حامل بار خود از مقدار قابلیت تحرک بالایی برخوردار است و این به معنای سرعت بیشتر و در نتیجه مقادیر جریان بالاتر برای یک شدت میدان الکتریکی معین است. هرچند در این فرایند محدودیتی و در برخی از مقادیر زیاد میدان وجود دارد، یک حامل بار با رسیدن به سرعت اشباع خود، به دلیل سازکارهایی که سرانجام حرکت حامل‌ها را در ماده محدود می‌کند، نمی‌تواند سریع‌تر حرکت کند.
با افزایش میدان الکتریکی اعمالی از آن نقطه، سرعت حامل دیگر افزایش نمی‌یابد زیرا حامل‌ها از طریق افزایش سطح برهم کنش با شبکه، با انتشار فونون‌ها و حتی فوتون‌ها به محض این‌که انرژی حامل به اندازه کافی بزرگ باشد، انرژی خود را از دست می‌دهند.

## ترانزیستوهای اثر میدانی
سرعت اشباع پارامتر بسیار مهمی در طراحی ادوات نیم‌رسانا، به ویژه ترانزیستور اثر میدانی، که اجزای ساختاری اساسی تقریباً در تمام مدارهای مجتمع مدرن هستند، است. مقادیر نمونه سرعت اشباع ممکن است برای مواد مختلف بسیار متفاوت باشد، به عنوان مثال برای Si به این ترتیب است ۱×107 cm/s سانتی‌متر بر ثانیه، برای GaAs برابر ۱٫۲×107 cm/s، در حالی که برای 6H-SiC نزدیک به ۲×107 سانتی‌متر در ثانیه است. 